# Podium (bokförlag)
Podium var ett svenskt bokförlag som bildades 1998 av Författarcentrum Öst. Initiativtagare var bland andra Peter Curman, och dess syfte var att verka för en bredare bokmarknad med hjälp av beställtryck-teknik. Böcker på minoritetsspråk, tvåspråkiga utgåvor, barnböcker och klassiker är exempel på utgivningen. Verksamheten bedrevs utan vinstintresse och med stöd från Statens kulturråd. Medlemmar i Författarcentrum kunde ge ut sina böcker genom Podium Distribution.